# Nyjni Sirohozy
Nyjni Sirohozy (ukrainien : Нижні Сірогози, russe : Нижние Серогозы) est une commune urbaine de l'oblast de Kherson, en Ukraine. Elle compte 4 544 habitants en 2021.